# Alchemilla carinthiaca
Alchemilla carinthiaca är en rosväxtart som beskrevs av S. E. Fröhner. Alchemilla carinthiaca ingår i släktet daggkåpor, och familjen rosväxter. Inga underarter finns listade i Catalogue of Life.